# Іпатово
Іпатово (рос. Ипатово) — місто в Росії, адміністративний центр Іпатовського району Ставропольського краю.
Населення 28,1 тис. мешканців (2008).

## Географія
Місто розташоване на річці Калаус, за 145 км на північний схід від Ставрополя. Залізнична станція на гілці Світлоград — Еліста.

## Історія
- 1860 Село Чемрек. Назва пов'язана з ім'ям ногайського князя, похованого неподалік від села.

Перші поселенці були вихідцями з Воронезької, Полтавської та Харківської губерній. Населення весь час зростало за рахунок припливу ззовні.
- 1864 На території села оселилися 144 сім'ї ногайців, і вони повернулися з Османської імперії.
- 1880 Село перейменовано в Виноробне (рос. Винодельное). Назва пов'язана з великими казенними винними складами, де проводився розлив вина.
- 1903 У селі одним з перших на Ставропіллі засноване кредитне товариство
- 1935 Село перейменовано в Іпатово на честь учасника Громадянської війни Іпатова Петра Максимовича[ru], який загинув тут у 1918.
- 1941 Восени у Іпатово прибув звакогоспіталь № 174. Померли 19 бійців та командирів
- 1979 Село отримало статус міста.

## Економіка
Заводи: маслосироробний, пивоварний, комбікормовий, авторемонтний, цегельний, хлібозавод. М'ясоптахокомбінат, елеватор.
У районі вирощують зернові, баштанні культури. Вівчарство (кавказька та ставропольські породи). Розводять велику рогату худобу.
Родовища природного газу, каменю, щебеню, піску, глини, мінеральної води.

## Населення
Динаміка чисельності населення міста :
| Рік                   | 1979 | 1989 | 2000 | 2003 |
| Населення (тис. чол.) | 22,0 | 26,4 | 28,7 | 28,6 |

### Національний склад
- Росіяни — 27 тис. 352 людини (95,67%)
- Українці — 287 осіб (1,00%)
- Цигани — 159 осіб (0,56%)
- Білоруси — 125 осіб (0,44%)
- Вірмени — 121 осіб (0,42%)

## ЗМІ
Друковані видання
- Газета «Степові зорі»

Радіостанції
- «Радіо Росії» 66,86 FM
- «Маяк» 68,3 FM
  - «Радио 7» 102,0 FM
  - «Шансон» 105,3 FM
  - «Дорожное радио» 104,8 FM

Телебачення
Федеральні канали
- Перший канал
- Канал Росія
- НТВ

Загальноросійські канали
- Культура

Місцеві канали
- Відсутні